# Burg Frauenhain
Die Burg Frauenhain, auch Schloss Frauenhain genannt, ist eine abgegangene Wasserburg (Wasserschloss) und Rittergut im Ortsteil Frauenhain der Gemeinde Röderaue im Landkreis Meißen in Sachsen.

## Geschichte
Die Wasserburg wurde im 12. Jahrhundert gegründet und 1284 erstmals als „bischöflicher Hof“ im Besitz der Bischöfe des Bistums Naumburg erwähnt.
1349 saßen die Herren von Koeckeritz auf der Wasserburg, mit der 1395 die Herren von Pflugk belehnt wurden. Diese Familie besaß das Schloss bis nach 1720 und ist mit Grabdenkmälern in der Dorfkirche Frauenhain präsent.
1587 findet eine Erstbeschreibung als Wasserschloss statt, in dessen Inventarverzeichnis Mörser und eine Pulverkammer aufgeführt werden und 1705/1706 gibt es erste Bilddarstellungen.
1780 wurde das Schloss an den königlich sächsischen Kammerherrn von Weissenbach verkauft. Ausgangs des 19. Jahrhunderts kam das Anwesen in den Besitz der Uradelsfamilie von Globig, konkret durch Heirat der Therese von Weißenbach (1817–1904) mit Felix von Globig (1811–1900). Ihr Sohn nannte sich dann ab 1904 mit königlich sächsischer Genehmigung Friedrich August von Globig-Weißenbach (1841–1907). Erbe wurde dessen Sohn Felix von Globig (1882–1927), verheiratet Margot Freiin von Kapherr-Lockwitz, respektive nachfolgend deren älteste Tochter Veronika von Globig (* 1909). Ihr Ehemann wurde der nachmalige Generalconsul Carl Clemm von Hohenberg (* 1897).
1945 zum Ende des Zweiten Weltkrieges wurde das Schloss von seiner Besitzerin verlassen, diente kurze Zeit Flüchtlingen und Umsiedlern als Unterkunft und wurde 1946 abgebrochen, als Steinbruch genutzt und danach eingeebnet.

## Beschreibung

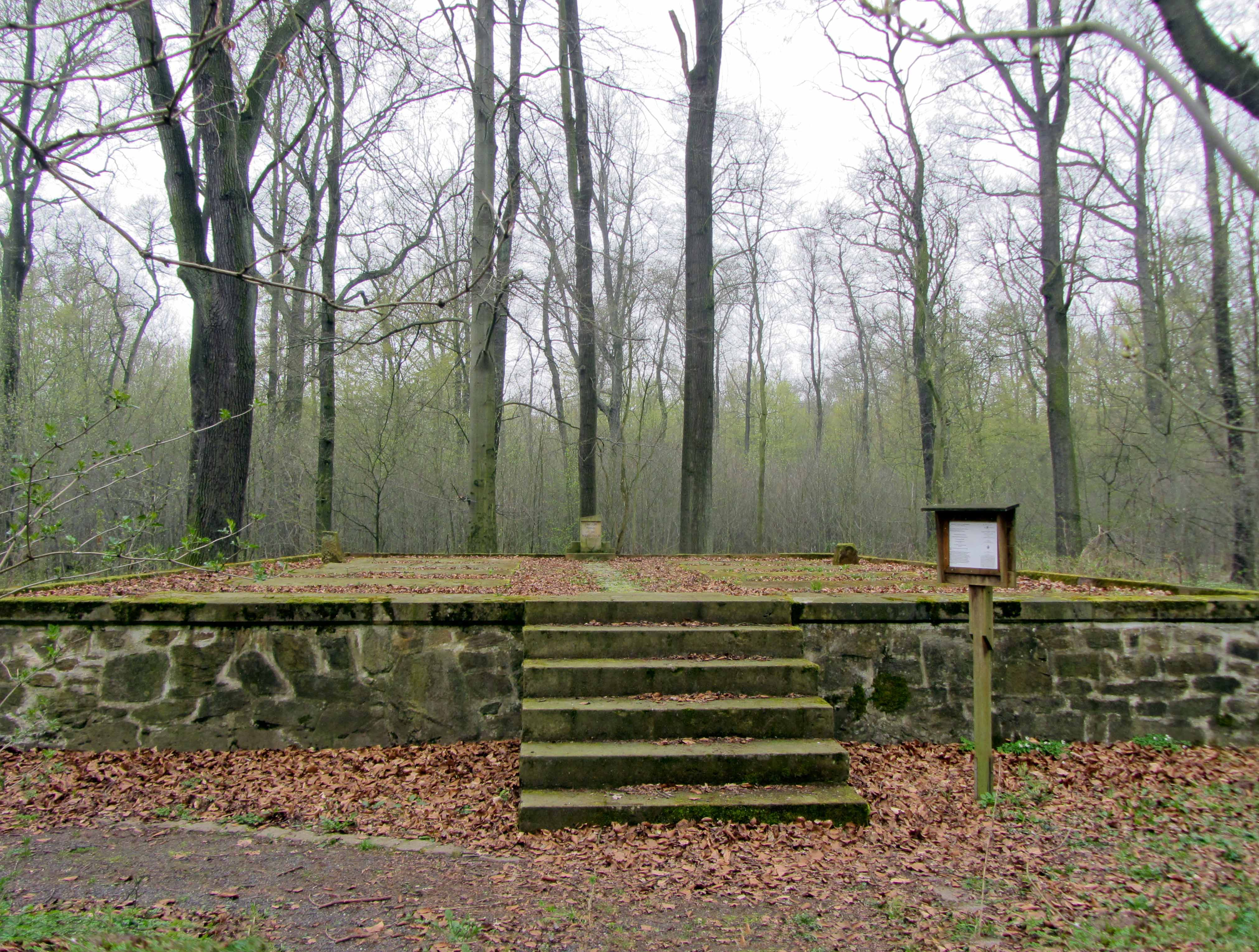
Gruft der Familie Globig-Weißenbach im ehemaligen Schlosspark Frauenhain

Das Schloss war ehemals ein festes, mit Mauern und Wassergräben umgebenes rechteckiges Gebäude und erfuhr später eine modernere Ausgestaltung. Der Burgstall zeigt keine Reste und ist heute ein Bodendenkmal.